# ميليتا إيتكن
ميليتا إيتكن (بالإنجليزية: Melita Aitken)‏ (31 مارس 1866، أونتاريو في كندا - 28 أغسطس 1945، فانكوفر في كندا)؛ كاتِبة، فنانة وشاعرة كندية.